# ماریافار
ماریافار (به آلمانی: Mariapfarr) یک منطقهٔ مسکونی در اتریش است که در ناحیه تامسوگ واقع شده‌است. ماریافار ۴۷٫۳۶ کیلومتر مربع مساحت دارد ۱٬۱۱۹ متر بالاتر از سطح دریا واقع شده‌است.